# ADVANCE OF Ζ 时代的反抗者
《ADVANCE OF Ζ 时代的反抗者》（日語：ADVANCE OF Ζ 刻に抗いし者，ADVANCE OF Ζ THE TRAITOR TO DESTINY）是GUNDAM系列作品模型小说之一，由神野淳一主笔创作。

## 简介
以动画作品为重心的GUNDAM系列作品之一，《机动战士Z GUNDAM》外传作品。在SUNRISE所经营的官方门户网站「GUNDAM.INFO」同ASCII Media Works的联合计划下，2010年起在模型雑誌《電撃HOBBY Magazine》上开始連載。
小说部分作者为神野淳一，小说故事正篇连载于「GUNDAM.INFO」，每月25日之前更新，约3个月更新一集。《電撃HOBBY》上则以图片加故事摘要以及模型制作范例等进行刊载。
第12集之前为「地上篇」，自第13集起为「宇宙篇」。2012年8月正篇故事结束连载，2012年9月起开始连载名为的「番外篇」。
2012年11月所发售的月刊Comic電擊大王2013年1月号中，暁葉悠作画的漫画版正在連載中。

## 主要登场人物

### 主要人物
范恩·阿西里艾诺（Van Asiliaino）
18岁（U.C.0085时）。转入地球联邦军军官学校为军官候补生，本作的主人公。其作为战地摄影师的父亲死于迪拉兹紛争。与达妮卡和欧内斯特像兄弟关系。
达妮卡·麦圭尔（Danica McGuire）
18岁（U.C.0085时）。同范恩一样转入地球联邦军军官学校为军官候补生，本作的主人公。性格沉着冷静，与哥哥欧内斯特关系一般，喜欢将同年龄的范恩当弟弟对待。为了使范恩逃离提坦斯而参加了反地球联邦运动。
欧内斯特·麦圭尔（Ernest McGuire）
23岁（U.C.0085时）。达妮卡的兄长。
罗丝维斯
奥克兰的NT研究所培养的强化人少女。年龄在十多岁。

### 克洛诺斯
佛卡·梅克斯
“克洛诺斯”的舰长。
路西安·温特
“克洛诺斯”MS部队的队长。

### 幽谷
克里斯蒂安·柯克
Rosa Gigantia的战斗指揮官。参加幽谷之前曾为北美士官学校的教官（范恩、达妮卡、欧内斯特和奥比诺的恩師）。在俘获萨拉米斯改級巡洋艦“伐楼拿”之后，将其改名为“德尔福”并就任舰长。

### 提坦斯
吉塞勒·安热莉克·阿尔贝（Gisele Angelique Albert）
少校。美貌的女性校官。重鹰级陆上战舰“尼科西亚”号的舰长。
尤恩·巴德（Ewen Bader）
少校。
埃塞尔伯特·因卡皮耶（Ethelbert Hincapie）
少尉。非裔。

## 主要登場兵器

### 克洛诺斯
- RGM-79C 吉姆改 [克洛诺斯所属機]
  - RGM-79C[WAGTAIL] 吉姆改 [鹡鸰]
  - MSK-003 鹡鸰II
- RMS-106 高扎古 [克洛诺斯所属機]
  - RMS-106 高扎古 [爱丽斯]
  - RMS-106 高扎古 [树兰]
- RGC-83 吉姆加农II [路西安·溫特専用機]
  - RGC-83 吉姆加农II [白珊瑚]
- 桑给巴尔級機動巡洋艦 ケラウノス

### 幽谷
- MSW-004 高達 [赤隼]
  - MSW-004 高達 [赤隼] Maneuver Exterior
  - MSW-004 高達 [赤隼] Armor Exterior
  - MSW-004 全装甲赤隼
- MSA-005 密達斯［塔埃维·阿尔専用機］
- RMS-099 (MSA-099) 力奇·戴亞斯［德尔斐所属機］
- MSA-003＋FXA-05D 雷姆・防卫者
- 萨拉米斯改級巡洋艦 德尔斐
- 爱尔兰級战舰 アレイオーン

### 提坦斯
- RGM-79Q 吉姆镇暴型
- MS-06E-3 ZAKU FLIPPER
- RMS-106 高扎古
  - RX-106E 高扎古[魔狼]
- NRX-044 阿西瑪
  - NRX-044Q 阿西瑪 [ダンダチャクラ]
- NRX-033 馬他·比拉
- RMS-108 玛拉赛
- RX-110C 加布斯雷 [福金]
- RX-110NT-1 加布斯雷 [雾尼]
- RX-136-1 羅剎娑
- ORX-007 恨月
- ORX-009 高达斯寇尔
- 萨拉米斯改級巡洋艦 エレトリア
- 亚历山卓級重巡洋艦 テルアビブ

## 制作人员
- 原作：富野由悠季・矢立肇
- 故事构成：神野淳一
- 机械设定：藤岡建機・间恒隆太・片貝文洋
- 人物设定：中島利洋
- 企划：電擊HOBBYMAGAZINE編集部、SUNRISE
- CG制作：RED CRAB

## 書籍情報
ビジュアルブック (DENGEKI HOBBY BOOKS)
1. ISBN 978-4-04-870457-1
2. ISBN 978-4-04-870855-5

エゥーゴの蒼翼 ビジュアルブック コンプリートファイル (DENGEKI HOBBY BOOKS)
- ISBN 978-4-04-891310-2

小說版 (DENGEKI HOBBY BOOKS)
地上篇
1. ISBN 978-4-04-870456-4
2. ISBN 978-4-04-870653-7
3. ISBN 978-4-04-870856-2
4. ISBN 978-4-04-886123-6

幽谷的苍翼（宇宙篇）
1. ISBN 978-4-04-886432-9
2. ISBN 978-4-04-886672-9
3. ISBN 978-4-04-886944-7
4. ISBN 978-4-04-891213-6

コミックス （電撃コミックスNEXT）
1. ISBN 978-4-04-891936-4

## 関連項目
- ADVANCE OF Ζ 提坦斯的旗下